# Jules Lefebvre
Cet article concerne un peintre français. Pour le snowboardeur canadien, voir Jules Lefebvre (snowboard).
Pour les articles homonymes, voir Lefèvre (patronyme).
Jules Lefebvre, né le 14 mars 1834 à Tournan-en-Brie et mort le 24 février 1912 à Paris, est un peintre français.
Professeur à l'École des Beaux-Arts de Paris et à l'Académie Julian, il est considéré comme un des représentants de l'art académique en France.

## Biographie

### Jeunesse et formation
Venant de Seine-et-Marne, la famille de Jules Joseph Lefebvre s'établit à Amiens vers 1836. Son père y exerce la profession de boulanger. L'enfant fréquente l'école communale de dessin où son professeur, Joseph Fusillier, remarque son talent. Jules Lefebvre entre à l'École des Beaux-Arts de Paris en 1852 dans l'atelier de Léon Cogniet. Son père n'ayant pas les moyens de l'entretenir à Paris, fait appel à la ville d'Amiens qui lui alloue une bourse afin qu'il puisse se consacrer tout entier à la peinture.
Il remporte le grand prix de Rome en 1861 avec une peinture intitulée La Mort de Priam.

### Peintre et professeur

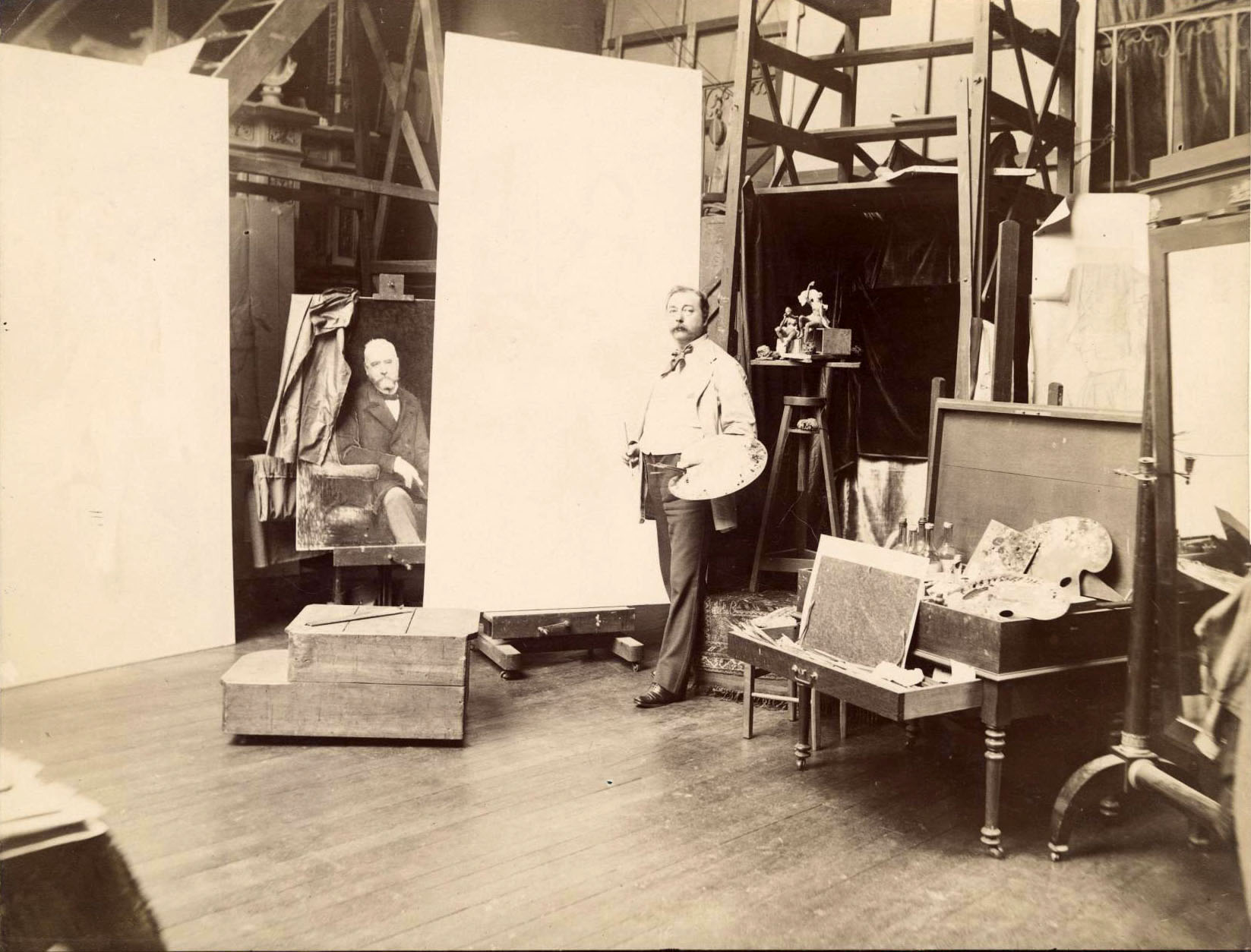
Jules Lefebvre dans son atelier entre 1885 et 1890, photographie anonyme, New York, Frick Collection.

Jules Lefebvre expose 72 portraits dans les Salons parisiens entre 1855 et 1898. En 1891, il est élu membre de l'Académie des beaux-arts.
Enseignant à l'Académie Julian, professeur réputé et sympathique, il a de nombreux élèves, dont le peintre paysagiste d'origine écossaise William Hart, des peintres américains tels que Childe Hassam, Frank Weston Benson, Edmund Tarbell et John Noble Barlow, la peintre tchèque Eugenie Hauptmann-Sommer ainsi que les peintres français Georges-Antoine Rochegrosse, Henri-Lucien Doucet, Gaston Darbour, Adolphe Déchenaud, Camille Bourget, Blanche Paymal-Amouroux, Georges Levreau et Marie Antoinette Marcotte, le sculpteur français Paul Landowski, les portraitistes Gustave Brisgand, Marie Bermond et le peintre belge Fernand Khnopff.
Il a son atelier au 5, rue La Bruyère à Paris.

### Peintre du nu féminin
Jules Lefebvre est connu principalement pour ses nus féminins, genre dans lequel il rivalise avec William Bouguereau. Il fait sensation en 1868 avec une Femme couchée. Son œuvre la plus célèbre est sans doute La Vérité, une femme nue sortant d'un puits portant un miroir à bout de bras (Paris, musée d'Orsay). On peut citer également, en 1890, Lady Godiva. (Amiens, musée de Picardie). Parmi ses meilleurs portraits figurent ceux de M. L. Reynaud et celui du Prince impérial (1874).
Il peint également les plafonds de l'hôtel Vanderbilt à New York, de la cour de cassation, et du salon des Lettres à l'hôtel de ville de Paris.

### Artiste critiqué
Jules Lefebvre meurt des suites d'une longue maladie le 24 février 1912, dans son hôtel de la rue La Bruyère à Paris. Les articles de presse parus à cette occasion reflètent à la fois le respect dû à un artiste reconnu et une certaine condescendance, voire une franche critique, envers un artiste académique passé de mode. Le Gil Blas fut le plus sévère : « Jules Lefebvre était un grand mauvais peintre. Et ses élèves s'étonnaient qu'un patricien mou, lâche, inconsistant, fût en même temps un homme exigeant, autoritaire et roide dans les formes […]. La carrière de Jules Lefebvre fut d'ailleurs laborieuse. »

### Inhumation au cimetière de Montmartre
Jules Lefebvre est inhumé à Paris au cimetière de Montmartre, 14e division, chemin Saint-Éloy.
Sa tombe, œuvre de l'architecte Samson, est ornée d'un buste et d'un bas-relief en marbre, La Vérité, de Maurice Lefebvre et du sculpteur Ernest Dubois. Le Gaulois du 15 juin 1913 consacra un article à l'inauguration du monument : « L'histoire de ce monument est des plus émouvantes. Il fut commencé, voici trois ans, par M. Maurice Lefebvre, fils du célèbre peintre, un jeune sculpteur de grand talent que la mort impitoyable a ravi prématurément à l'art. À cette époque, la santé de Jules Lefebvre inspirait les plus vives inquiétudes, et Mme Jules Lefebvre, pressentant la fin prochaine de son mari, avait demandé au jeune statuaire de préparer le monument de son père. L'œuvre était presque terminée lorsque, soudainement, le jeune artiste tomba malade et mourut, précédant de quelques mois son père au tombeau. Deux amis du maître, M. Ernest Dubois, qui fut le professeur de M. Maurice Lefebvre, et l'architecte Samson, se chargèrent, dans une pieuse et touchante pensée, de mettre à point le monument inachevé. C'est ce monument qui a été inauguré en présence seulement de la famille Lefebvre et de quelques intimes. »

## Récompenses, distinctions et hommages
- Médaille de première classe au Salon de 1878 ;
- Médaille d'honneur au Salon de 1886 ;
- Chevalier de l'ordre de Léopold (15 janvier 1883)[7] ;
- Commandeur de la Légion d'honneur[8] ;
- Officier de l'Instruction publique ;
- Une rue et une école primaire de la ville d'Amiens portent son nom ;
- Une rue de la ville de Paris porte son nom.

## Œuvres
| Tableau | Titre                                                              | Date             | Dimensions                                    | Notes                                                                             | Lieu de conservation                                          |
| ------- | ------------------------------------------------------------------ | ---------------- | --------------------------------------------- | --------------------------------------------------------------------------------- | ------------------------------------------------------------- |
|         | Abraham lavant les pieds aux trois anges                           | 1854             | 32,5 x 40,5 cm                                |                                                                                   | Paris, École nationale supérieure des beaux-arts              |
|         | Figure peinte                                                      | 1854             | 81 x 65 cm                                    |                                                                                   | Paris, École nationale supérieure des beaux-arts              |
|         | Portrait de Monsieur Fitzgerald                                    | 1855             | 143 x 104 cm                                  |                                                                                   | Cambrai, musée municipal                                      |
|         | Portrait de Madame Auguste L.                                      | 1857             | 72,5 x 59 cm                                  |                                                                                   | Collection particulière[réf. nécessaire]                      |
|         | L'Origine du chapiteau corinthien                                  | 1858             | 38 × 46 cm                                    |                                                                                   | Paris, École nationale supérieure des beaux-arts              |
|         | Thétis consolant Achille                                           | 1858             | 32,5 x 40,5 cm                                |                                                                                   | Paris, École nationale supérieure des beaux-arts              |
|         | La Contemplation                                                   | 1858             | 55 x 46 cm                                    |                                                                                   | Paris, École nationale supérieure des beaux-arts              |
|         | Adam et Eve découvrant le corps d'Abel                             | 1858             |                                               |                                                                                   | Localisation inconnue                                         |
|         | Portrait de Monsieur Auguste L.                                    | 1859             | 72,5 x 59 cm                                  |                                                                                   | Collection particulière[réf. nécessaire]                      |
|         | Coriolan se réfugie chez Tullus, roi des Volsques                  | 1859             |                                               |                                                                                   | Amiens, musée de Picardie                                     |
|         | Portrait du père de l'artiste                                      | 1859             | 61 x 50 cm                                    |                                                                                   | Amiens, musée de Picardie                                     |
|         | Portrait de la mère de l'artiste                                   | 1860             | 61,1 x 50,5 cm                                |                                                                                   | Amiens, musée de Picardie                                     |
|         | Sophocle accusé par ses fils                                       | 1860             | 114 x 146 cm                                  |                                                                                   | Amiens, musée de Picardie                                     |
|         | La Mort de Priam                                                   | 1861             | 114 × 146 cm                                  |                                                                                   | Paris, École nationale supérieure des beaux-arts              |
|         | La Rieuse                                                          | 1861             | 66 × 51 cm                                    |                                                                                   | Amiens, musée de Picardie                                     |
|         | Théodore Dubois (portrait du compositeur)                          | 1863             | dimensions inconnues                          | Exposé à Paris en 1912 (Grand Palais ?)                                           | Reims, Musée des beaux-arts                                   |
|         | Cavalier samnite (copie d'après une fresque romaine)               | vers 1862-1866   | 92 × 92 cm                                    |                                                                                   | Paris, musée d'Orsay                                          |
|         | La Charité romaine                                                 | 1863             | 155 × 133 cm                                  |                                                                                   | Melun, hôtel de Ville                                         |
|         | Nymphe et Bacchus                                                  | 1864             | 188 × 133 cm                                  |                                                                                   | Paris, musée d'Orsay                                          |
|         | Jeune homme peignant un masque grec                                | 1865             | 34,9 × 22 cm                                  |                                                                                   | Valenciennes, musée des beaux-arts                            |
|         | Portrait d'Antonio, modèle italien                                 | 1865             | 56 x 46 cm                                    |                                                                                   | Nemours, château-musée                                        |
|         | La Cène (d'après Andrea del Sarto)                                 | 1866             |                                               |                                                                                   | Paris, École nationale supérieure des beaux-arts              |
|         | Jeune homme peignant un masque antique                             | 1867             | 182,2 × 120,2 cm                              |                                                                                   | Auxerre, musée d'art et d'histoire                            |
|         | Femme couchée                                                      | 1868             |                                               |                                                                                   |                                                               |
|         | Le Prince impérial                                                 | 1870             | 56 × 46,5 cm                                  |                                                                                   | Compiègne, musée national du château                          |
|         | La Vérité                                                          | 1870             | 264 x 112 cm                                  | Musée                                                                             | Paris, musée d'Orsay                                          |
|         | La Cigale                                                          | 1872             | 186,7 × 123,8 cm                              |                                                                                   | Melbourne, National Gallery of Victoria                       |
|         | Odalisque                                                          | 1874             | 102,4 × 200,7 cm                              |                                                                                   | Art Institute of Chicago                                      |
|         | Esclave avec un plat de fruits                                     | 1874             | 92,3 × 65,5 cm                                |                                                                                   | Gand, musée des beaux-arts                                    |
|         | Étude pour Chloé                                                   | 1875             | 28,2 × 14 cm                                  |                                                                                   | Omaha, Joslyn Art Museum                                      |
|         | Chloé                                                              | 1875             | 260 × 140 cm                                  |                                                                                   | Melbourne, hôtel Young & Jackson                              |
|         | Rêve                                                               | 1875             |                                               |                                                                                   | Localisation inconnue                                         |
|         | Marie Madeleine dans la grotte                                     | 1876             | 71,5 × 113,5 cm                               | numéro d'inventaire : ГЭ-4841                                                     | Saint-Pétersbourg, musée de l'Ermitage                        |
|         | Pandore                                                            | 1877             | 132 × 63 cm                                   |                                                                                   | Buenos Aires, Museo Nacional de Bellas Artes                  |
|         | Graziela                                                           | 1878             | 200 × 112,4 cm                                |                                                                                   | New York, The Metropolitan Museum of Art                      |
|         | Nymphe entrant dans la Source                                      | 1878             |                                               |                                                                                   | Localisation inconnue, autrefois au musée de Boulogne-sur-Mer |
|         | Portrait de Louis-Napoléon Bonaparte, prince impérial              | vers 1879        |                                               |                                                                                   | Versailles, musée national du château                         |
|         | Le Matin                                                           | 1879             | 118,7 × 75,6 cm                               |                                                                                   | Collection particulière[réf. nécessaire]                      |
|         | Baigneuse ou Nymphe                                                | 1879             | 25 × 18 cm                                    |                                                                                   | Pau, musée des beaux-arts                                     |
|         | Diane                                                              | 1879             | 30,5 x 26,7 cm                                |                                                                                   | New York, Dahesh Museum of Art                                |
|         | Diane surprise                                                     | 1879             | 279 x 371,5 cm                                |                                                                                   | Buenos Aires, Museo Nacional de Bellas Artes                  |
|         | Portrait du cardinal de Richelieu (d'après Philippe de Champaigne) | vers 1880        | 226 x 155 cm                                  |                                                                                   | Amiens, musée de Picardie                                     |
|         | Portrait de Louis XIII (d'après Philippe de Champaigne)            | vers 1880        | 226 x 155 cm                                  |                                                                                   | Amiens, musée de Picardie                                     |
|         | Esquisse pour la chambre de Vanderbilt's House                     | vers 1880        | 45,7 × 63,2 cm                                |                                                                                   | Baltimore, Museum of Art                                      |
|         | L'Innocence                                                        | 1880             | 120 × 77,5 cm                                 |                                                                                   | Rome, Villa Médicis, Académie de France à Rome                |
|         | La Vérité                                                          |                  |                                               | Ovale du plafond de la Grand-chambre de la Cour de cassation                      | Paris, palais de Justice                                      |
|         | Le Crime                                                           |                  |                                               | Ovale du plafond de la Grand-chambre de la Cour de cassation                      | Paris, palais de Justice                                      |
|         | La Servante                                                        | 1880             | 128 x 82,5 cm                                 |                                                                                   | Istanbul, Pera Museum                                         |
|         | Portrait de Julia Foster Ward                                      | 1880             | St. Petersburg (Floride), Museum of Fine Arts |                                                                                   |                                                               |
|         | Une Japonaise                                                      | 1882             | 130,8 × 90,2 cm                               |                                                                                   | Norfolk, Chrysler Museum of Art                               |
|         | Ondine                                                             | 1882             | 151 x 92,5 cm                                 |                                                                                   | Budapest, musée des beaux-arts                                |
|         | La Palette de l'artiste                                            | 1882             |                                               |                                                                                   | Baltimore, Museum of Art                                      |
|         | Psyché                                                             | 1883             | 250 × 170 cm                                  |                                                                                   | Localisation inconnue                                         |
|         | L'Aurore                                                           | 1884             | 206 x 108 cm                                  |                                                                                   | Collection particulière[réf. nécessaire]                      |
|         | Portrait d'Edith Warren Miller                                     | 1885             | 70,7 x 50,5 cm                                |                                                                                   | Collection particulière[réf. nécessaire]                      |
|         | Portrait de Madame Guy                                             | 1885             | 113,5 x 82,5 cm                               |                                                                                   | Amiens, musée de Picardie                                     |
|         | Portrait de Frédéric Petit                                         | après 1885       | 74 x 57,5 cm                                  |                                                                                   | Amiens, musée de Picardie                                     |
|         | Mignon                                                             | 1886             | 65,4 × 40,6 cm                                |                                                                                   | Collection particulière[réf. nécessaire]                      |
|         | Un moment pensif                                                   | 1886             | 88,9 x 58,4 cm                                |                                                                                   | Collection particulière[réf. nécessaire]                      |
|         | Jeune fille assise                                                 | vers 1887        | 55,2 x 38,4 cm                                |                                                                                   | Cambridge, Fogg Art Museum                                    |
|         | Rachel                                                             | 1888             | 57,2 × 28,6 cm                                |                                                                                   | Collection particulière[réf. nécessaire]                      |
|         | Portrait de Maurice, fils de l'artiste                             | 1888             | 131 x 90 cm                                   |                                                                                   | Amiens, musée de Picardie                                     |
|         | L'orpheline                                                        | 1888             | 47,7 x 32,5 cm                                |                                                                                   | Hartford, Wadsworth Atheneum                                  |
|         | Le Printemps                                                       | vers 1890        | 141 x 86,4 cm                                 |                                                                                   | Collection particulière[réf. nécessaire]                      |
|         | Lady Godiva                                                        | 1890             | 620 × 390 cm                                  |                                                                                   | Amiens, musée de Picardie                                     |
|         | Portrait de Monsieur Guy                                           | 1891             | 127 × 96 cm                                   |                                                                                   | Amiens, musée de Picardie                                     |
|         | Les Muses parisiennes                                              | vers 1891 - 1896 | 38 x 41 cm                                    | Esquisse pour le Salon des Lettres de l'Hôtel de Ville de Paris                   | Paris, Petit Palais                                           |
|         | L'Inspiration                                                      | vers 1891 - 1896 | 18,6 x 8,5 cm                                 | Esquisse pour le Salon des Lettres de l'Hôtel de Ville de Paris                   | Paris, Petit Palais                                           |
|         | La Méditation                                                      | vers 1891 - 1896 | 18,6 x 8,5 cm                                 | Esquisse pour le Salon des Lettres de l'Hôtel de Ville de Paris                   | Paris, Petit Palais                                           |
|         | Les Muses parisiennes                                              |                  |                                               | Caisson carré du plafond du Salon des Lettres à l'hôtel de Ville de Paris         | Paris, hôtel de ville                                         |
|         | L'Inspiration ou La Poésie                                         |                  |                                               | Caisson rectangulaire du plafond du Salon des Lettres à l'hôtel de Ville de Paris | Paris, hôtel de ville                                         |
|         | La Méditation ou L'Histoire                                        |                  |                                               | Caisson rectangulaire du plafond du Salon des Lettres à l'hôtel de Ville de Paris | Paris, hôtel de ville                                         |
|         | Judith                                                             | 1892             | 92,5 x 61 cm                                  |                                                                                   | Collection particulière                                       |
|         | Portrait de la comtesse Oswald de Kerchove de Denterghem           | 1898             | 157,8 x 93,3 cm                               |                                                                                   | Gand, musée des beaux-arts                                    |
|         | Portrait du comte Oswald de Kerchove de Denterghem                 | 1898             | 135,2 x 114,8 cm                              |                                                                                   | Gand, musée des beaux-arts                                    |
|         | Portrait d'Édouard Corroyer                                        | 1898             | 130,5 x 115,5 cm                              |                                                                                   | Amiens, musée de Picardie                                     |
|         | Yvonne, portrait                                                   | 1901             | 148 x 117 cm                                  |                                                                                   | Paris, musée d'Orsay                                          |
|         | Portrait d'Alexander Agassiz                                       | 1901             | 148,2 x 100,5 cm                              |                                                                                   | Cambridge, Harvard Art Museums                                |
|         | La Vestale                                                         | 1902             | 190,5 x 135,9 cm                              |                                                                                   | Amiens, musée de Picardie                                     |
|         | Giovannina                                                         | 1907             |                                               |                                                                                   |                                                               |
|         | Lady Godiva                                                        | 1907             | 41,6 x 37,5 cm                                |                                                                                   | Collection particulière[réf. nécessaire]                      |
|         | L'Abandonnée                                                       | 1908             |                                               |                                                                                   |                                                               |
|         | La Vestale condamnée                                               | 1909             |                                               |                                                                                   |                                                               |
|         | Clémence Isaure                                                    |                  | 67,4 x 54,6 cm                                |                                                                                   | Collection particulière[réf. nécessaire]                      |
|         | Portrait d'un ottoman                                              |                  | 61 x 51 cm                                    |                                                                                   | Collection particulière[réf. nécessaire]                      |
|         | La Cape rouge                                                      |                  | 56,8 x 46,7 cm                                |                                                                                   | Collection particulière[réf. nécessaire]                      |
|         | Beauté méditerranéenne                                             |                  | 51,5 x 34 cm                                  |                                                                                   | Collection particulière[réf. nécessaire]                      |
|         | Portrait du sculpteur Sanson                                       |                  | 43 x 35 cm                                    |                                                                                   | Nemours, château-musée                                        |
|         | Baigneuse                                                          |                  | 28,5 x 15,5 cm                                |                                                                                   | Abbeville, musée Boucher de Perthes                           |
|         | Nymphe chasseresse                                                 |                  | 151 x 78,5 cm                                 |                                                                                   | Amiens, musée de Picardie                                     |
|         | Académie d'homme nu                                                |                  | 83 x 47 cm                                    |                                                                                   | Amiens, musée de Picardie                                     |
|         | Tête de religieuse                                                 |                  | 37,8 x 27,3 cm                                |                                                                                   | Amiens, musée de Picardie                                     |
|         | Grisélidis (la prière)                                             |                  | 72 x 60 cm                                    |                                                                                   | Rouen, musée des beaux-arts                                   |
|         | Portrait de Nadeja Dumas fils, née Van Knorring, veuve Naryschkine |                  | 130,5 x 99 cm                                 |                                                                                   | Villers-Cotterêts, musée Alexandre Dumas                      |
|         | Le Petit Pifferaro                                                 |                  | 40,6 x 32,4 cm                                |                                                                                   | Dijon, musée Magnin                                           |
|         | Jeune Femme nue tenant des fruits                                  |                  | 119 x 81 cm                                   |                                                                                   | Poughkeepsie (New York), The Frances Lehman Loeb Art Center   |
|         | L'Esprit du matin                                                  |                  | 27 x 49,2 cm                                  |                                                                                   | Baltimore, Museum of Art                                      |
|         | Mignon                                                             |                  | 50,3 x 29,7 cm                                |                                                                                   | Baltimore, Museum of Art                                      |
|         | Allégorie de la Victoire                                           |                  | 55 x 44 cm                                    |                                                                                   | Collection particulière                                       |
|         | La douleur de Marie Madeleine                                      |                  | 247,5 x 167,5 cm                              |                                                                                   | Santiago du Chili, Museo Nacional de Bellas Artes             |

## Élèves
- Louis Abel-Truchet (1857–1918), français.
- John Noble Barlow (1861–1917), anglais.
- Jules Benoit-Lévy (1866–1952), français.
- Frank Weston Benson (1858–1939), américain.
- Henri Biva (1848–1928), Académie Julian.
- Georges Lucien Boichard (1857–1929), français.
- Maurice Bompard (1857–1936), français.
- Ernest Bouard.
- Maurice Boudot-Lamotte (1878–1958).
- Gustave Brisgand (1867–1944), français.
- Mattéo Brondy (1866–1944), français.
- George Elmer Browne (1871–1946), américain, Académie Julian.
- Madeleine Carpentier, Académie Julian.
- Maurice Chabas (1862–1947), français.
- Henry Coëylas, français[11].
- Gabriel Desrivières (né en 1857), français.
- Charles Devevey, français , Académie Julian de 1881 à 1885.
- Thomas Wilmer Dewing (1851–1938), américain, Académie Julian.
- Jacques Drogue, Académie Julian.
- Henri-Lucien Doucet (1856–1895), École des beaux-arts de Paris.
- Adolphe Duclos.
- Hans Emmenegger.
- Cécile Ferrère (1849-1931).
- Caroline Feuillas-Creusy (1861-1931), française.
- Jenny Fontaine (1862–1938).
- Félix Fournery (1865–1938), français, École des beaux-arts de Paris en 1893.
- Maria Gażycz.
- Élisabeth George-Grimblot (1862–1936), française, Académie Julian.
- Ferdinand Jules Albert Gosselin (1863–1940)
- Henry Grosjean (1864–1948), français.
- Maurice Grün (1870–1947), russo-français (dès 1910), Académie Julian.
- Émilie Guillaumot-Adan (1855–1929).
- Henri Guinier (1867–1927), français, Académie Julian (1889) et aux Beaux-Arts de Paris, second prix de Rome en 1896.
- Maximilienne Guyon.
- Martin Gwilt Jolley (1859–1917), anglais.
- William Hart (en) (1823–1894), écossais.
- Childe Hassam (1859–1935), américain.
- Louis Welden Hawkins (1849–1910), Académie Julian en 1873.
- Chester C. Hayes (1867–1947), Académie Julian.
- Emma Herland (1855–1947), Académie Julian (1887–1888).
- Gaston Hoffmann.
- Charles-Louis Houdard.
- Suzanne Hurel (1876–1956).
- Paul Jamin (1853–1903).
- Fernand Khnopff (1858–1921), belge.
- Marie Laforge (1865–1920).
- Paul Landowski (1875–1961), français.
- Julien Lanet (1880–1915), français.
- Jeanne Langevin-Godeby.
- Louise Lavrut (1874–1949), française.
- Georges Le Febvre (1861–1912), Académie Julian.
- Jean Lefeuvre.
- Luc Leguey.
- Maurice Lévis (1860–1940).
- Pierre Lissac (1878–1955).
- Robert Lotiron.
- Paul Louchet (1882–1936).
- Louis-Marie Désiré-Lucas (1869–1949).
- Jules Marcoux
- Victor Pierre Ménard (1857–1930), français.
- Charles Naillod (1876–1941).
- Justine Peltier-Pabot-Chatelard (1862–1956), française.
- Hugues Picard (1841–1900), français, Académie Julian.
- Rodolphe Piguet (1840–1915).
- Auguste Prévot-Valéri (1857–1930)
- Magdeleine Real del Sarte (1853–1927).
- Roger Reboussin (1881–1965).
- Georges-Antoine Rochegrosse (1859–1938), français.
- Marius Roy, Académie Julian.
- Joseph Saint-Charles (1868–1956), canadien.
- Guido Sigriste (1864–1915), suisse.
- Élisabeth Sonrel (1874–1953).
- Georges Stein (1864–1917).
- Carl Ernst von Stetten.
- Léon Tanzi (1846–1913).
- Francis Tattegrain (1852–1915), français.
- Jules Taupin (1863–1932), École des beaux-arts de Paris.
- Henry Tenré (1864–1926), français.
- Frédérique Vallet-Bisson (1862–1948), Académie Julian.
- Louis Valtat (1869–1952), français, École des beaux-arts de Paris à partir de 1886.
- Achille Varin (1863–1942), français.
- Georges Villa (1883–1965), français.
- Antoine Villard (1867–1934), français, École des beaux-arts de Paris.
- Herbert Ward (1863–1919), anglais.
- Michel Willenich (1827–1891), naturalisé français.
- Thérèse Yemeniz (1862–1934), française.